# Northern Ireland Trophy
Northern Ireland Trophy var en professionell rankingturnering i snooker som spelades under höstsäsongen i Belfast. Den spelades för första gången hösten 2005, som en inbjudningsturnering och blev en rankingturnering året därpå.
I huvudturneringen deltog 48 spelare, varav de 16 högst rankade stod över första omgången, som alltså i princip var den sista kvalomgången. Den spelades dock samma vecka som huvudturneringen, och inte (som annars är vanligast) några veckor före själva turneringen.
I 2007 års turnering slog Ronnie O'Sullivan ett rekord: Han blev i matchen i tredje omgången mot Allister Carter den förste att göra fem centuries av fem möjliga i en bäst-av-nio-match. Det tidigare rekordet var fyra, och innehades av Shaun Murphy, Peter Ebdon, Stephen Hendry och Tom Ford. Ett av O'Sullivans centuries var dessutom ett maximumbreak, hans sjunde i karriären. Senare under samma säsong gjorde han sitt åttonde och nionde maximumbreak, och slog därmed Stephen Hendrys rekord på åtta.

## Vinnare
| Inbjudningsturnering |
| Rankingturnering     |

| År                      | Vinnare                 | Motståndare             | Resultat                | Säsong                  |
| Northern Ireland Trophy | Northern Ireland Trophy | Northern Ireland Trophy | Northern Ireland Trophy | Northern Ireland Trophy |
| ----------------------- | ----------------------- | ----------------------- | ----------------------- | ----------------------- |
| 2005                    | Matthew Stevens         | Stephen Hendry          | 9 - 7                   | 2005/06                 |
| Northern Ireland Trophy |                         |                         |                         |                         |
| 2006                    | Ding Junhui             | Ronnie O'Sullivan       | 9 - 6                   | 2006/07                 |
| 2007                    | Stephen Maguire         | Fergal O'Brien          | 9 - 5                   | 2007/08                 |
| 2008                    | Ronnie O'Sullivan       | Dave Harold             | 9 - 3                   | 2008/09                 |